# Elektronisches Gerichtspostfach
Das elektronische Gerichtspostfach (andere Bezeichnung: virtuelles Gerichtspostfach) ist ein Element des elektronischen Rechtsverkehrs in Deutschland, über das von authentifizierten Teilnehmern (Rechtsanwälten, Behörden, Gerichten) elektronische Dokumente übertragen werden können.
Die Einrichtung des elektronischen Gerichtspostfachs ist technische Voraussetzung dafür, dass prozessuale Erklärungen wirksam in elektronischer Form dem Gericht gegenüber abgegeben werden können. Zwischenzeitlich können eine ganze Reihe von Bundesgerichten und Gerichten der Bundesländer über elektronische Gerichtspostfächer erreicht werden. Hierzu gehören die fünf  Obersten Bundesgerichte.
Für jedes im Gesamtverzeichnis eingetragene Mitglied einer Rechtsanwaltskammer richtet die Bundesrechtsanwaltskammer ein besonderes elektronisches Anwaltspostfach empfangsbereit ein (§ 31a BRAO). Personen, die mit einem Gericht, das über ein elektronisches Gerichtspostfach verfügt, auf diesem Wege kommunizieren wollen, müssen über eine Signaturkarte (Smartcard) eines hierfür lizenzierten Unternehmens (Trustcenter) nebst Kartenlesegerät verfügen, mit deren Hilfe sie die einzureichenden elektronischen Dokumente mit einer qualifizierten elektronischen Signatur versehen können.
Die Verwaltung der eingehenden elektronischen Dokumente erfolgt über einen Rechner (Eingangsserver) mit Hilfe einer spezifischen Software, die u. a. überprüft, ob das Dokument mit der notwendigen elektronischen Signatur versehen ist und ob das Dokument die für die Weiterverarbeitung erforderlichen Daten enthält (sog. Metadaten, siehe auch XJustiz). Gegebenenfalls kann der Eingang über einen zentralen Server für mehrere Gerichte oder ganze Gerichtseinheiten übernommen werden.